# Фущич, Вильгельм Ильич
Вильгельм Ильич Фущич (укр. Вільгельм Ілліч Фущич; 18 декабря 1936, Берегкишфалуд — 7 апреля 1997, Киев) — советский и украинский математик. Основатель украинской школы группового анализа. Доктор физико-математических наук (1971), профессор. Член-корреспондент НАН Украины (с 1987 года).

## Биография
Родился 18 декабря 1936 года в селе Берегкишфалуд (в настоящее время — Сельцо) на Закарпатье в семье крестьян. В 1953 году окончил среднюю школу в Иршаве.

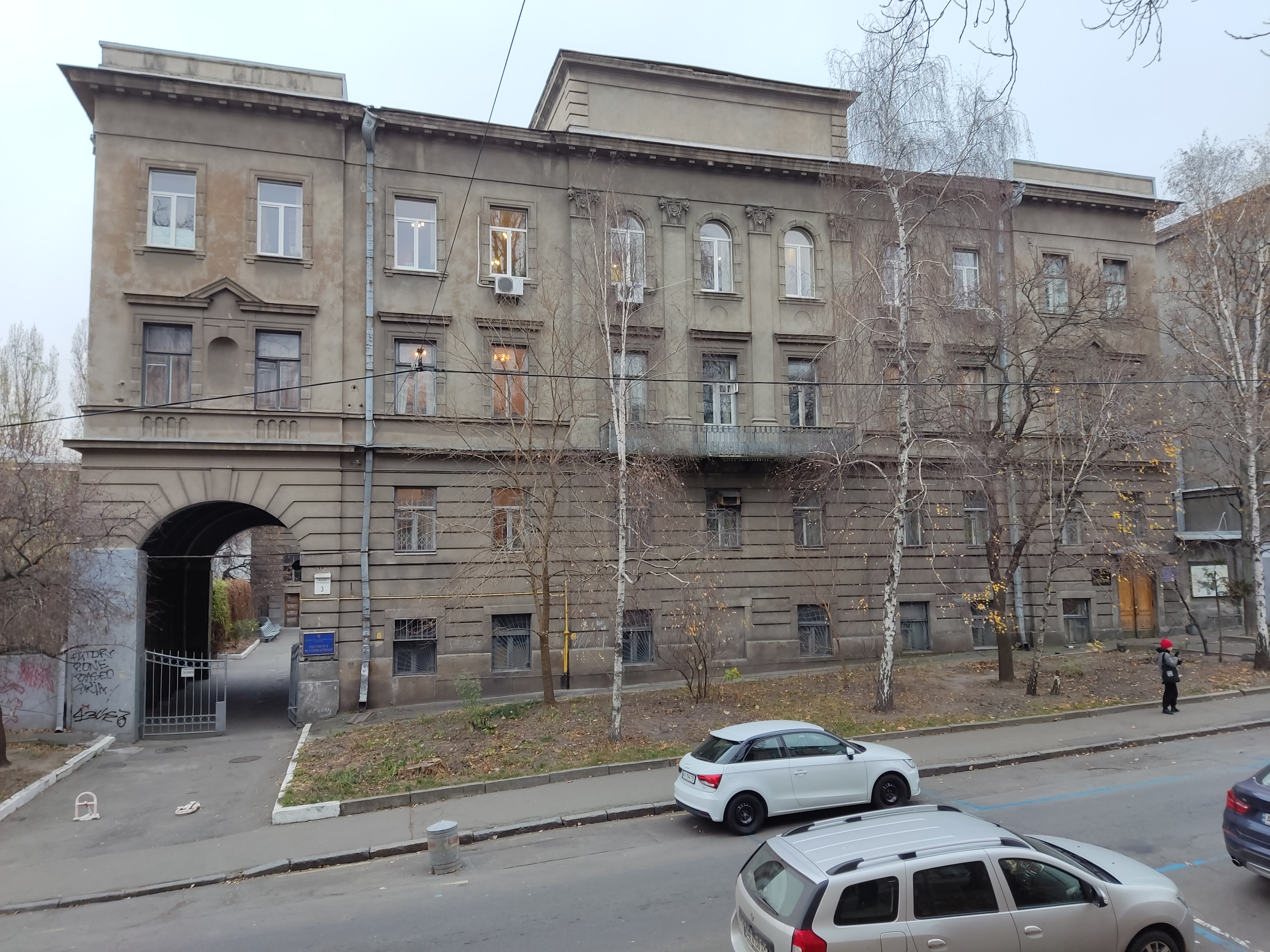
Здание Института математики, где работал Фущич

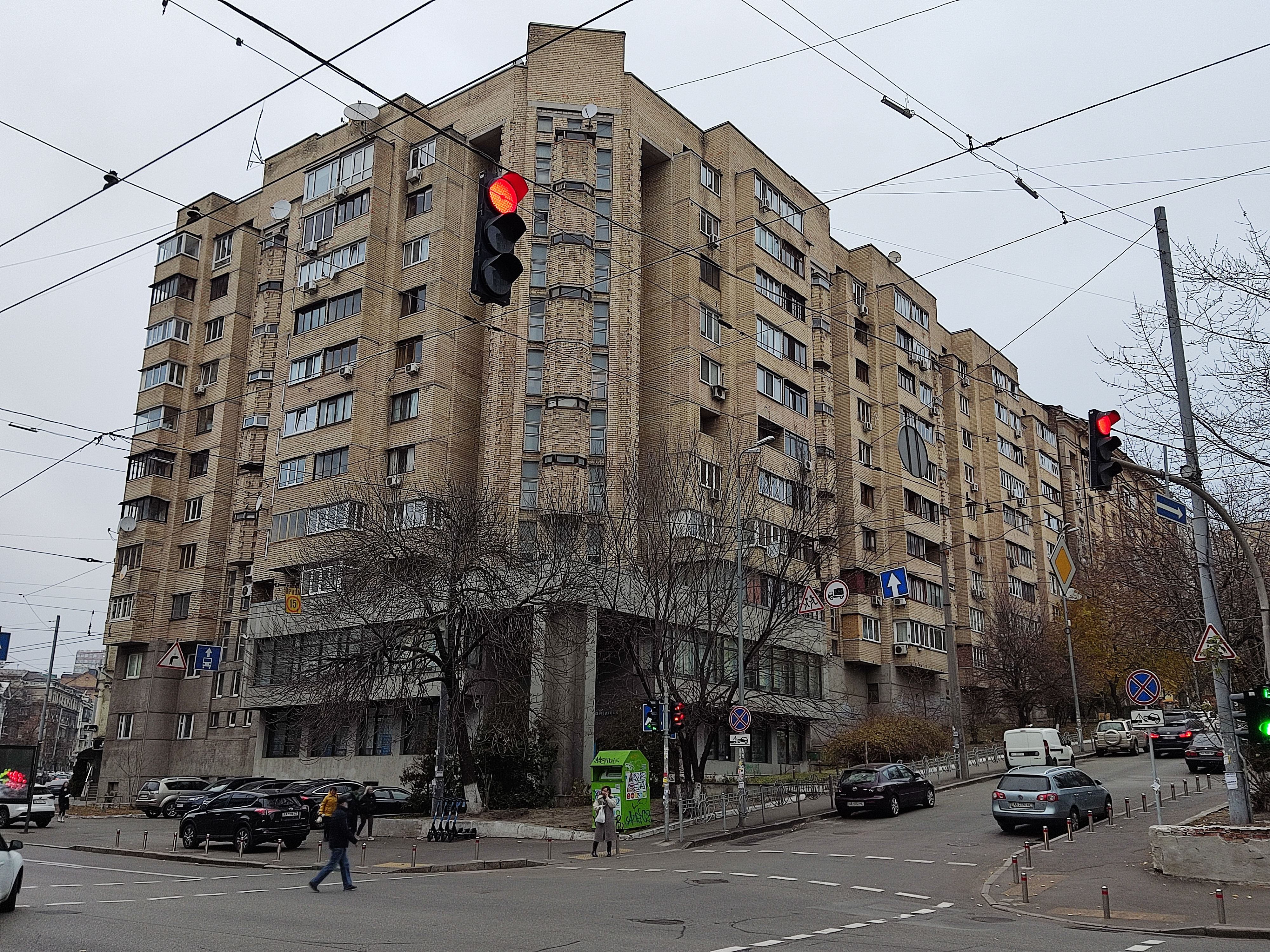
Дом № 20 по улице Тарасовской, где с 1994 года проживал Фущич

Выпускник Ужгородского университета (1958). После окончания университета в течение двух лет работал на кафедре теоретической физики Ужгородского университета. С 1960 по 1963 год учился в аспирантуре Института математики, где продолжил работать после окончания учёбы. С 1978 года являлся заведующим отделом прикладных исследований Института математики. Долгое время работал в здании Института математики (№ 3) на Терещенковской улице на втором этаже в кабинете № 220.
Под научным руководством Остапа Парасюка защитил кандидатскую диссертацию «Аналитические свойства амплитуд рождения как функций передаваемого импульса» (1964). В 1971 году защитил докторскую диссертацию на тему «Теоретико-групповые основы обобщённой релятивистской квантовой механики и Р,С,Т-преобразований».
В 1987 году стал членом-корреспондентом Национальной академии наук Украины.
Являлся руководителем Товарищества Закарпатцев, проживающих в Киеве и членом Киевского математического сообщества.

Могила, 2010 год

В последние годы жизни (с 1994 года) проживал в доме № 20 по улице Тарасовской. Скончался 7 апреля 1997 года в Киеве. Похоронен на Байковом кладбище.

## Научная деятельность
Является одним из основателей современного симметрического анализа. В начале научной деятельность в сферу научных интересов Фущича входили проблемы квантовой теории. С 1970-х годов он занимался теоретико-групповым анализом уравнений математической физики и квантовой механики. Учёный предложил нелагранжевый подход к построению и исследованию уравнений движения квантовой теории.
Автор 9 монографий и около 350 научных работ. Один из самых цитируемых украинских учёных. Среди его учеников — 13 докторов и 47 кандидатов наук. В 1994 году основал журнал Journal of Nonlinear Mathematical Physics, ставший первым англоязычным математическим журналом на Украине. Организатор международной конференции «Симметрия в нелинейной математической физике», которая проводится с 1995 года каждые два года.

## Награды и звания
- Государственная премия Украины в области науки и техники (2001)[1]
- Премия имени Н. М. Крылова (1987)[9]

## Личная жизнь
Супруга — Ольга Ивановна Фущич. Дети — Богдан и Марианна.